# Strawberry Fields (film, 2011)
Pour les articles homonymes, voir Strawberry Fields.
Pour plus de détails, voir Fiche technique et Distribution.
Strawberry Fields est un film britannique réalisé par Frances Lea en 2011, se déroulant dans la campagne du Kent en Angleterre, au cours de l'été durant la saison de la cueillette. Il a été entièrement tourné dans le comté de Kent et l'arrière-plan reflète les nombreuses plantations fruitières et la croissance de l'économie du Kent (parfois appelé « le jardin de l'Angleterre »).

## Production
Le film a été produit par Spring Pictures, en association avec Film London, BBC Films, Screen South, Screen East, MetFilm et le Kent County Council Film Office. Un financement supplémentaire a été fourni par la Loterie nationale et le bureau du maire de Londres.
La production a filmé à la ferme Foxbury de Sevenoaks et Shellness, Leysdown dans le Kent.